# Sânicoară
Sânicoară reprezintă o divinitate folclorică din mitologia românească, care îi ocrotește pe călători, mai ales pe corăbieri. Deseori, termenul de "sânicoară" este atribuit Sfântului Nicolae, care, în biserica ortodoxă, reprezintă protectorul celor care călătoresc pe ape.